# Зворыкин, Владимир Васильевич
Влади́мир Васи́льевич Зворы́кин (прозвище — «Подгорный Зубр»; 7 [19] марта 1867, Муром, Владимирская губерния — 1943, Бордо) — российский и французский учёный-механик, общественный и политический деятель.
Ученик и продолжатель дела Н. Е. Жуковского в области гидро- и аэродинамики, профессор машиностроения Императорского Московского технического училища, председатель инженерно-механического отделения Политехнического общества, гласный Московской городской думы.

## Биография
Родился 7 марта 1867 года в Муроме, в семье купца второй гильдии, личного почётного гражданина Василия Дмитриевича Зворыкина.
С 1877 по 1884 год обучался в Муромском реальном училище. В 1891 году окончил инженерно-механическое отделение Императорского Московского технического училища, где его наставником был Н. Е. Жуковский. После окончания училища, стал в нём преподавателем машиностроения, позднее — профессором. Владелец технической конторы в Москве, председатель инженерно-механического отделения Политехнического общества.
С 1905 года член Басманного комитета партии кадетов. Гласный Московской городской думы. С 1909 года — действительный член «Общества содействия успехам опытных наук и их практическому применению».
Вместе с инженером-механиком Владимиром Григорьевичем Шуховым, сотрудничал с конторой предпринимателя Александра Бари, создателя первой российской инжиниринговой компании. Вместе с Шуховым Владимир Зворыкин принимал участие в проведении инженерных расчетов и проектировании металлических конструкций зданий Московского Главпочтамта, построенного на Мясницкой улице в 1912 году, для операционного зала которого было создано стеклянное покрытие с естественным светом, и здания Московского ЦУМа — бывшего магазина «Мюр и Мерилиз». Эти конструкции были впервые применены в области стальных сетчатых перекрытий-оболочек и металлических конструктивных элементов.
В 1918 году был арестован МЧК «как бывший член кадетской партии и кандидат по списку гласных в Думу», но через три недели освобождён.
16 августа 1922 года вновь арестован ГПУ. Обвинялся в «стремлении к независимости высшей школы с целью использования ее как контрреволюционного орудия». По решению Коллегии ГПУ от 23 августа 1922 выслан за границу. Отправлен в Германию на «философском пароходе» „Обербургомистр Хакен“». 29 сентября 1922 года пароход отплыл из Петрограда, а 30 сентября прибыл в немецкий Штеттин.
Позднее проживал в Чехословакии (жена В. В. Зворыкина была по происхождению из Богемии), где был заведующим технической секцией отделения УК в Брно. Член Общества русских инженеров и техников.
В начале 1930-х переехал во Францию, где с 1933 по 1935 год читал курс «Паровые котлы» в Русском высшем техническом институте в Париже. С 1937 по 1939 год состоял членом Русской колонии Бордо и юго-запада Франции, там же в 1938—1939 был избран в Русскую эмигрантскую думу.
Реабилитирован в 2000 году.

## Семья
- Отец — Василий Дмитриевич Зворыкин, личный почётный гражданин, купец второй гильдии города Мурома. Выкупил для семьи дом на улице Успенской (ныне ул. Красноармейская, 7) у Марии Ефимовны Ермаковой, вдовы головы города Алексея Васильевича Ермакова.
- Мать — Прасковья Алексеевна Зворыкина (в девичестве Суздальцева; 1832, Муром — 11 января 1881, Муром)
- Жена — Павла Францевна Зворыкина (в девичестве Лейман; 1869 — ?)
  - Сын — Сергей (18 августа 1895, Москва — 1920, Арзамас), выпускник Алексеевского юнкерского училища, во время октябрьского вооружённого восстания находился в Московском кремле, был арестован и расстрелян в Арзамасе.
  - Сын — Василий (24 ноября 1897, Москва — 19 августа 1975, Семинол, Флорида)
  - Сын — Николай (8 ноября 1899, Москва — ?)
  - Сын — Михаил (4 апреля 1903, Москва — 1962, Лонгвуд, Флорида)